# Kurzschnabelamazilie
Die Kurzschnabelamazilie (Chrysuronia brevirostris, Syn.: Amazilia brevirostris), auch Schneebauchamazilie oder Schneebrustamazilie genannt, ist eine Vogelart aus der Familie der Kolibris (Trochilidae). Das Verbreitungsgebiet dieser Art umfasst Teile der der Länder Trinidad, Venezuela, Guyana, Suriname, Französisch-Guayana und Brasilien. Der Bestand wird von der IUCN als „nicht gefährdet“ (Least Concern) eingeschätzt.

## Merkmale
Die Kurzschnabelamazilie erreicht eine Körperlänge von etwa 9 bis 10 cm, wobei die Männchen etwa 4,6 g und die Weibchen 4,4 g wiegen. Das Männchen hat einen geraden, kurzen schwarzen Schnabel. Der Oberkopf und die Wangen schillern türkisgrün. Die Oberseite glänzt bronzegrün, eine Färbung, die an Bürzel und Schwanz ins Kupferfarbene übergeht. Der mittlere Bereich der Unterseite ist weiß, Flanken und Seiten der Brust sind bronzegrün. Die Unterschwanzdecken sind in der Mitte golden grün mit weißen Säumen. Die seitlichen Schwanzfedern sind bronze- bis kupferfarben und wirken matter nach oben hin. Dabei haben sie schwarze subterminale Bänder. Weibchen habe gräuliche Flecken an den äußeren Steuerfedern. Jungvögel ähneln den Weibchen, haben aber eine gelblich bis rötliche Färbung an der Basis des Unterschnabels.

## Verhalten und Ernährung
Den Nektar holen Kurzschnabelamazilien hauptsächlich von großen Bäumen wie Korallenbäumen und Regenbäumen, kleineren Bäumen wie Calliandra, Kräutern wie Akanthusgewächse der Gattung Pachystachys und verschiedenen Arten, die zu den Familien der Malvengewächsen, Hülsenfrüchtler, Trompetenbaumgewächsen, Vochysiaceae und Eisenkrautgewächsen gehören. Außerdem jagen sie direkt an den Pflanzen kleinere Insekten oder indem sie diese im Flug verfolgen.

## Lautäußerungen
Der Ruf ist variabel und somit sehr schwierig zu beschreiben. So besteht er aus harmonischen Nasallauten und Piepstönen. Normalerweise wiederholen Kurzschnabelamazilien ihre Laute mit Tönen, die wie tsri-li...tsri-li...tsri-li, ti-tink-tink-tink.. tsi-tink..ti-tink-tink-tink..tsi-tink oder tii-tjitjitjitjit....tii-tjitjitjitjit klingen.

## Fortpflanzung
Kurzschnabelamazilien brüten zumindest von Dezember bis April. Ihr kelchartiges Nest bauen sie aus gräulichen Pflanzenfasern, die sie mit Flechten dekorieren. Dieses platzieren sie auf horizontalen Ästen in 1 bis 7 Metern über dem Boden. Eine Brut besteht aus zwei Eiern, die vom Weibchen ausgebrütet werden. Mit etwa 20 Tagen werden die Nestlinge flügge.

## Verbreitung und Lebensraum

Verbreitungsgebiet der Kurzschnabelamazilie

Die Kurzschnabelamazilie lebt in Regenwald, halbimmergrünen Wäldern, Galeriewäldern, Sekundärvegetation, Gebüsch, Savannen und Agrarlandschaften, die nur teilweise genutzt werden. In Trinidad bevorzugt sie eher offene Täler mit Kakaoplantagen. Sie bewegt sich in Höhen zwischen Meeresspiegel und 500 Metern. Die Unterart A. b. orienticola ist ein Bewohner von Küstenlandschaften.

## Migration
Das Zugverhalten der Kurzschnabelamazilie ist wenig erforscht. Die meisten Populationen sind aber wahrscheinlich Standvögel.

## Unterarten
Es sind drei Unterarten bekannt:
- Chrysuronia brevirostris chionopectus (Gould, 1859)[3][A 1] ist auf Trinidad verbreitet. Diese Subspezies ist in allen morphologischen Merkmalen deutlich größer als die Nominatform.[1]
- Chrysuronia brevirostris brevirostris (Lesson, RP, 1829)[4] – die Nominatform kommt im Osten Venezuelas, Guyana, in Suriname und dem nördlichen zentralen Brasilien vor.
- Chrysuronia brevirostris orienticola Todd, 1942[5] ist an den Küstengebieten Französisch-Guayanas verbreitet. Diese Subspezies ist an der Oberseite und den Flanken dunkler. Außerdem hat sie eine deutliche bronzefarbene Tönung.[1]

Uranomitra whitelyi Boucard, 1893 gilt heute als Synonym zur Nominatform.

## Etymologie und Forschungsgeschichte
René Primevère Lesson beschrieb die Kurzschnabelamazilie unter dem Namen Ornismya brevirostris. Das Typusexemplar stammte aus Guyana. Im Jahr 1843 führte Lesson den neuen Gattungsnamen Amazilia für den Goldmaskenkolibri, den Streifenschwanzkolibri, die Zimtbauchamazilie (Syn.: Ornysmia cinnamomea), den Blaukehl-Sternkolibri (Syn.: Ornymia rufula) und die Longuemare-Sonnennymphe ein. Die Kurzschnabelamazilie (Amazilia brevirostris) erwähnte er nicht. Der Gattungsname Amazilia stammt aus einem Roman von Jean-François Marmontel, der in Les Incas, ou La destruction de l'empire du Pérou von einer Inkaheldin namens Amazili berichtet. Der synonyme Gattungsname Chrysuronia stammt aus dem Griechischenː χρυσός chrysós bedeutet „Gold“ und ουρά ourá „Schwanz“. Der Artname brevirostris ist ein lateinisches Wortgebilde aus brevis für „kurz“ und -rostris, rostrum für „-schnäblig, Schnabel“. Orienticola setzt sich aus den lateinischen Wörtern oriens, orientis für „östlich, Osten“ und -cola, colere für „Bewohner, bewohnen“ zusammen. Schließlich ist chionopectus ein Wortgebilde aus dem griechische χιών, χιόνος chiṓn, chiónos für „Schnee“ und dem lateinischen pectus, pectoris für „Brust“. Whitelyi ist dem Sammler Henry Whitely (1844–1895) gewidmet.